# فرام أتوم
فرام أتوم هي شركة مفاعل نووي فرنسي. وهي مملوكة لشركة الكهرباء الفرنسية (75.5 ٪) ، ميتسوبيشي للصناعات الثقيلة (19.5 ٪) ، و أسيتيم (5 ٪).
تشكلت الشركة لأول مرة في عام 1958 لترخيص تصميمات مفاعل المياه المضغوطة من شركة وستنجهاوس للاستخدام في فرنسا. وقد تم وضع اتفاقيات مماثلة مع دول أوروبية أخرى، وهذا أدى إلى عقد عام 1962 لإنشاء مصنع كامل في محطة كوز للطاقة النووية . باعت وستنجهاوس حصتها إلى شركة الهندسة كريوسوت-لوار في عام 1976 ، وأصبحت الشركة مملوكة فقط لفرنسا.
في عام 2001 ، باعت شركة سيمنز أعمال مفاعلها لشركة فرام أتوم. كجزء من سلسلة أكبر من عمليات الدمج مع كوجيما وتكنيكاتوم، أصبح فرام أتوم هو قسم آرافا ان بي في آرافا الجديدة. غيرت اسمها مرة أخرى إلى فرام أتوم في عام 2018 بعد استثمار كبير من قبل مشغل الخدمات كهرباء فرنسا .
على الرغم من أن شركة فرام أتوم هي في الأصل أعمال ترخيص وبناء، إلا أنها توفر دورة حياة المفاعل بالكامل، بما في ذلك تصميم المفاعل المضغوط الأوروبي (EPR) والبناء وإدارة الوقود والعديد من المهام ذات الصلة.

## روابط خارجية
- Home page
- "Framatome SA History". International Directory of Company Histories. FundingUniverse. 1998. مؤرشف من الأصل في 2018-11-29.